# کلارا بو
کلارا گُردن بو (انگلیسی: Clara Gordon Bow؛ ۲۹ ژوئیهٔ ۱۹۰۵ – ۲۷ سپتامبر ۱۹۶۵) بازیگر آمریکایی بود. او در دههٔ ۱۹۲۰ طی دوران فیلم صامت به شهرت رسید و در سال ۱۹۲۹ با موفقیت به فیلم‌های ناطق آمد. ظاهر او در نقش دختر مغازه‌دارِ دلیر در فیلم این (۱۹۲۷) موجب شهرت جهانی او شد و برای او لقب «آن دختره» را به همراه داشت. او همچنین به یکی از نمادهای جذابیت تبدیل شد.
بو در ۴۶ فیلم صامت و ۱۱ فیلم ناطق ظاهر شد. از دیگر آثار موفق او می‌توان به تله آدم‌گیر (۱۹۲۶) و بال‌ها (۱۹۲۷) اشاره کرد. او نخستین بازیگر موفق گیشه در سال‌های ۱۹۲۸ و ۱۹۲۹ و دومین بازیگر موفق گیشه در سال‌های ۱۹۲۷ و ۱۹۳۰ نام گرفت. گفته می‌شود حضور او در یک فیلم سینمایی، «بازده مطمئنی» را برای سرمایه‌گذاران تضمین می‌کرده است. او در اوج ستاره شدن خود، در عرض یک ماه بیش از ۴۵٬۰۰۰ نامه از طرف هواداران خود در ژانویهٔ ۱۹۲۹ دریافت کرد.
بو دو سال پس از ازدواج با بازیگر رکس بل در سال ۱۹۳۱، از بازیگری کناره‌گیری کرد و در نوادا به مزرعه‌داری مشغول شد. بو در سپتامبر ۱۹۶۵ در ۶۰ سالگی بر اثر سکته قلبی درگذشت.

## در رسانه
در سال ۲۰۲۲، مارگو رابی در کمدی-درام بابیلون نقش شخصیت تخیلی را بازی کرد که از بو الهام گرفته شده بود.
در سال ۲۰۲۴، تیلور سوئیفت برای یازدهمین آلبومش دپارتمان شاعران رنج‌کشیده ترانه‌ای به‌نام «کلارا بو» ضبط کرد.